# Royal Fresh Air
Royal Fresh Air was een Belgische basketbalclub uit Brussel.

## Geschiedenis
De club werd in 1926 opgericht te Schaarbeek onder stamnummer 3. De eerste grote successen werden geboekt in de seizoenen 1936-'37 en 1937-'38 toen de club haar eerste twee landstitels binnenhaalde. Toen de competitie werd heropgestart na de Tweede Wereldoorlog speelde de ploeg op het tweede niveau. In het seizoen 1953-1954 werd de promotie naar het hoogste niveau verwezenlijkt. Na 5 seizoenen zakte men terug naar het tweede niveau. Na het seizoen 1964-1965 stond Fresh Air op het punt  te verdwijnen, een fusie met de Schaarbeekse buur Helmet werd de redding. De nieuwe fusieploeg Fresh Air Helmet was evenwel weinig succesvol met verschillende degradaties tot gevolg zelfs tot de vierde afdeling. Het seizoen 1972-1973 bracht de kentering om 4 seizoenen later opnieuw in eerste afdeling aan te treden.  
Bij de start van het seizoen 1977-1978 fusioneerde Fresh Air met Royal IV Molenbeek tot Royal Fresh Air Molenbeek nog steeds onder stamnummer 3. Omwille van de fusie  
verhuisde men van de sporthal te Jette naar de sporthal " Ballon" in Molenbeek net naast het stadion van RWDM. Dankzij de gecombineerde sponsorgelden werd een competitieve ploeg samengesteld en werd de club opnieuw landskampioen in de seizoenen 1977-'78 en 1978-'79. Een derde opeenvolgende titel werd in het seizoen 1979-1980 op een haar na gemist toen sterspeler Washington uitviel tijdens de play-offs. Bij aanvang van het seizoen 1980-1981 verhuisde de club naar de Simonetzaal te Anderlecht en nam de naam Royal Anderlecht aan. 
Een samenloop van dalende betalende toeschouwers en een lege clubkas lieten hun sporen na, het seizoen 1984-1985 was het definitief einde met een degradatie Fusiegesprekken met Bavianen Vilvoorde en Aarschot mislukten Bij aanvang van het seizoen 1985-1986 was er grote onduidelijkheid, de eerste wedstrijden werden uitgesteld en uiteindelijk berichtte het Persagentschap Belga rond 10 oktober 1985 het Algemeen Forfait. De club zakte automatisch naar vierde provinciale en staakte om economische redenen haar sportieve activiteiten. 

In het seizoen 1990-91 werd een nieuwe club Fresh Air Brussel  opgericht met stamnummer 2344 . Royal IV Brussels herrees in 2011 als herstart van Atomia Brussels

## Palmares
- Belgisch kampioen

Winnaar (4x): 1937, 1938, 1978 en 1979